# Stazione di Quistello
La stazione di Quistello è una stazione ferroviaria della ferrovia Suzzara-Ferrara, a servizio del comune di Quistello, in provincia di Mantova. Si trova a 23 km da Suzzara e 59 km da Ferrara.
La gestione degli impianti, come il resto della linea, è di competenza di Ferrovie Emilia Romagna (FER).

## Storia
La stazione fu aperta il 1º luglio 1888, in seguito all'apertura della tratta Suzzara–Sermide della Suzzara–Ferrara.

## Strutture e impianti
La stazione è dotata di due fabbricati viaggiatori; il principale è a servizio dei binari 1 e 2, collegati tramite una passerella sovrastante i binari; il secondo è a servizio del binario 1 tronco, ubicato più ad ovest rispetto alla stazione principale. L'ultimo binario, il 4, è un binario tronco utilizzato solo per il traffico merci e per la sosta delle locomotive.

## Movimento
La stazione è servita da treni regionali svolti da Trenitalia Tper nell'ambito del contratto di servizio stipulato con la regione Emilia-Romagna.
A novembre 2019, la stazione risultava frequentata da un traffico giornaliero medio di circa 118 persone (59 saliti + 59 discesi).